# Castelo Baltersan

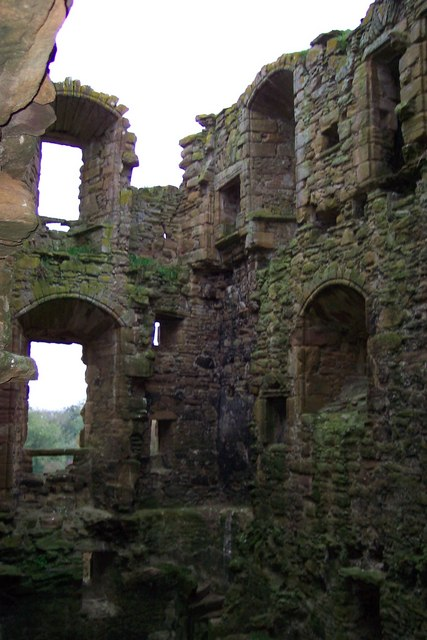
Castelo de Baltersan O Castelo de Baltersan foi construído em 1584 e agora está à venda

O Castelo Baltersan (em inglês:  Baltersan Castle) é um castelo do século XVI atualmente em ruínas localizado em Kirkoswald, South Ayrshire, Escócia.

## História
Apesar do primeiro registo histórico ser do início do século XVI, julga-se que a localização da estrutura não existia na altura.
Existe uma placa com a inscrição: "Esta casa começou a ser construída no primeiro dia de março de 1584 por John Kennedy de Pennyglen e Margaret Cathcart, sua esposa".
Encontra-se classificado na categoria "A" do "listed building" desde 14 de abril de 1971.